# Восточная улица (Казань, Малое Игумново)
Восточная улица (тат. Көнчыгыш урам, Könçığış uram) — улица в историческом районе Малое Игумново (Лагерная) Кировского района Казани. 

## География
Начинаясь от Боевой улицы, пересекает улицы Заречная и Лагерная и Ново-Слободская. Нумерация домов ведётся от Боевой улицы; до революции она велась в обратном направлении.

## История
Улица появилась на восточной окраине Малого Игумнова в конце XIX – начале XX века. По сведениям на 1912 год, на улице находилось 10 домовладений, все деревянные. В сословном отношении 3 домовладельца были крестьянами, 3 ― мещанами, 1 — потомственным почётным гражданином, 1 — мастеровым, сословная принадлежность одного домовладельца не указана; ещё одним домовладельцем была жена титулярного советника. В первые годы своего существования улица не имела устоявшегося названия ― параллельно употреблялись названия Односторонка, Односторонка к городу, Односторонка Выгонной.
В соответствии с протоколом комиссии Казгорсовета по наименованию улиц б/н от 2 ноября 1927 года улица получила современное название по расположению на восточной окраине Малого Игумново.
К 1939 году на улице находились домовладения: №№ 3/2–7, 11/6–33/1, все по нечётной стороне; чётная сторона улицы была застроена к середине 1960-х годов.
Современная застройка улицы — малоэтажная («частный сектор»).
В дореволюционное время и в первые годы советской власти административно относилась к 6-й городской части. После введения в городе деления на административные районы входила в состав Заречного (с 1931 года Пролетарского, с 1935 года Кировского) района.

## Транспорт
Общественный транспорт по улице не ходит; ближайшая остановка общественного транспорта — «Боевая» и «Набережная» (автобус) на Боевой улице.